# Tat Ali
Le Tat Ali est un volcan bouclier situé dans la région Afar en Éthiopie, à proximité des volcans Erta Ale, Afderà et Alayta, et à l'est du Lac Afrera.
Les origines de ce volcan remontent à l'Holocène.